# Grande Prêmio da Turquia de 2020
Grande Prêmio da Turquia de 2020 (formalmente denominado Formula 1 DHL Turkish Grand Prix 2020) foi a décima quarta etapa do Campeonato Mundial de 2020 da Fórmula 1. Foi disputado em 15 de novembro de 2020 no Istanbul Park, Istambul, Turquia, sendo o retorno da categoria ao país e ao circuito após nove anos.
Lewis Hamilton venceu a corrida e tornou-se heptacampeão da Fórmula 1.

## Relatório

### Antecedentes
As contas para o título do heptacampeonato de Lewis Hamilton na Turquia
Após se tornar o maior vencedor da Fórmula 1, Lewis Hamilton está prestes a igualar o recorde de sete títulos de Michael Schumacher. E isso pode acontecer já no GP da Turquia, neste fim de semana. Para isso, basta que Hamilton vença em Istambul. Se o britânico for segundo colocado com vitória de Valtteri Bottas, basta que ele impeça o companheiro finlandês de anotar a volta mais rápida e receber o ponto extra pelo feito.
| Para ser Campeão na Turquia, Hamilton precisa: | Para ser Campeão na Turquia, Hamilton precisa: | Para ser Campeão na Turquia, Hamilton precisa:        |
| ---------------------------------------------- | ---------------------------------------------- | ----------------------------------------------------- |
| Se Valtteri Bottas terminar em...              | 197 X 282                                      | Lewis Hamilton precisa chegar em...                   |
| 1º COM volta mais rápida                       |                                                | não é campeão!                                        |
| 1º SEM volta mais rápida                       |                                                | 2º com ou sem volta mais rápida                       |
| 2º COM volta mais rápida                       |                                                | 4º ou em melhor posição                               |
| 2º SEM volta mais rápida                       |                                                | 5º com volta mais rápida ou em melhor posição         |
| 3º COM volta mais rápida                       |                                                | 5º ou em melhor posição                               |
| 3º SEM volta mais rápida                       |                                                | 6º com ou sem volta mais rápida ou em melhor posição  |
| 4º COM volta mais rápida                       |                                                | 7º ou em melhor posição                               |
| 4º SEM volta mais rápida                       |                                                | 8º com volta mais rápida ou em melhor posição         |
| 5º COM volta mais rápida                       |                                                | 8º ou em melhor posição                               |
| 5º SEM volta mais rápida                       |                                                | 9º com volta mais rápida ou em melhor posição         |
| 6º COM volta mais rápida                       |                                                | 9º ou em melhor posição                               |
| 6º SEM volta mais rápida                       |                                                | 10º com ou sem volta mais rápida ou em melhor posição |
| 7º COM volta mais rápida ou em pior posição    |                                                | Hamilton é campeão!                                   |

### Treino Classificatório
Pouco antes do começo da classificação, um cachorro invadiu a pista e correu livremente por alguns minutos, nas cercanias da curva 7. A direção de prova conseguiu resgatar o animal, mais um nas estatísticas de cachorros abandonados na Turquia.
Q1
A classificação começou sem chuva, mas com pista muito molhada. Alguns pilotos, como Verstappen, Albon, Norris, Leclerc e Vettel entraram com pneus intermediários, enquanto outros como Hamilton e Bottas usaram os compostos para chuva extrema, o que era mais adequado.
Ainda na volta de instalação, os dois pilotos da RBR escaparam da pista, e o holandês rodou, mas evitou a batida. Já Bottas, com os pneus de chuva extrema, fez inicialmente o melhor tempo, à frente de Ocon. Albon desistiu dos intermediários e colocou os pneus para chuva forte, mas ainda assim sofreu.
Faltando dez minutos para o fim do Q1, a chuva aumentou muito, e quem iniciou o treino com pneus intermediários se deu mal. Verstappen ficou ameaçado de sair da zona de classificados, em 15º, logo à frente de Leclerc. A 6:55 minutos da bandeirada, a classificação foi interrompida.
Após 44 minutos de interrupção, as condições melhoraram, e a pista finalmente foi liberada. Logo na volta de instalação, Raikkonen rodou e quase atingiu Leclerc.
Logo depois, Grosjean rodou e ficou preso na caixa de brita. A bandeira vermelha foi agitada de novo, mas a interrupção foi mais rápida, e o treino foi reiniciado quando faltavam 3:50 no cronômetro.
Nos minutos finais, as condições da pista melhoraram, e Verstappen estabeleceu o melhor tempo, com 1m57s485, com Albon completando a dobradinha da RBR. Acabaram eliminados os dois pilotos da Williams, os dois da Haas e Kvyat, que rodou com a AlphaTauri. Hamilton ficou apenas em 14º, dez segundos acima da marca de Verstappen após escapar da pista.
Eliminados: Kevin Magnussen (Haas), Daniil Kvyat (AlphaTauri), George Russell (Williams), Romain Grosjean (Haas) e Nicholas Latifi (Williams).
Q2
Sem chuva, mas com o asfalto ainda muito molhado, os pilotos entraram imediatamente na pista no Q2. As condições foram melhorando volta a volta, mas Verstappen estabeleceu o melhor tempo de cara, com 1m57s125. Logo depois, Albon baixou para 1m56s721, e Stroll assumiu a liderança, com 1m55s730, e Raikkonen subiu para segundo.
Faltando cinco minutos para o fim, Verstappen reassumiu o primeiro lugar, com 1m53s486, e Pérez subiu para segundo, a 0s611 do holandês. As Mercedes finalmente apareceram, com Bottas e Hamilton em terceiro e quarto, mas já a mais de 1s5 de Max.
Logo depois, Albon pulou para segundo, e Verstappen melhorou sua volta para 1m52s036. A três minutos do fim, Bottas e Hamilton se colocaram entre os pilotos da RBR, e Max baixou ainda mais o tempo, para 1m50s293. A um minuto do fim, Raikkonen pulou para terceiro, atrás de Albon. Na última volta, Hamilton ainda assumiu o terceiro lugar.
No fim, os dois pilotos da McLaren e os dois da Ferrari acabaram eliminados, assim como Gasly, enquanto os dois da Alfa Romeo avançaram, assim como os dois das equipes Red Bull, Mercedes, Renault e Racing Point.
Eliminados: Lando Norris (McLaren), Sebastian Vettel (Ferrari), Carlos Sainz Jr.. (McLaren), Charles Leclerc (Ferrari) e Pierre Gasly (AlphaTauri)
Q3
Ainda com pneus para chuva extrema, Verstappen seguiu dominante no começo do Q3 e cravou 1m52s326, mas foi superado por Pérez, que fez 1m52s037 com compostos intermediários. Max colocou o mesmo tipo de pneu e voltou para a pista, mas Pérez melhorou ainda mais, para 1m49s321.
Stroll também melhorou e estabeleceu a dobradinha da Racing Point, mas a 2s1 de Pérez. Verstappen ainda melhorou para 1m50s676 e ficou entre os carros da Racing Point. Na última volta, Stroll tomou a pole de Pérez, com 1m47s765. Max quase tomou o primeiro lugar, mas ficou 0s290 atrás.
George Russell cairá para 20º e último por troca de componentes do motor. Carlos Sainz caiu de 13º para 16º por bloquear Sergio Pérez. Mas com a punição de cinco posições do companheiro Lando Norris, o espanhol assumiu o 15º lugar, enquanto Norris parte do 16º lugar. Com isso, Vettel larga em 11º, Leclerc, em 12º, Gasly e Magnussen, em 13º e 14º, respectivamente.

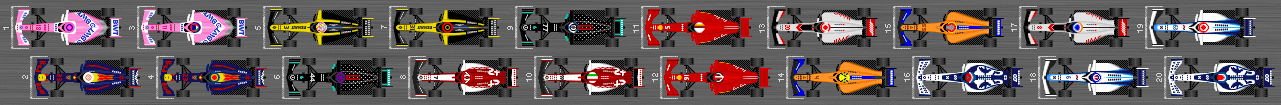
Grid de Largada

### Corrida
O começo da tarde deste domingo em Istambul foi a perfeita imagem do caos. Com a chuva, não prevista pela meteorologia para o horário da corrida, vários pilotos escaparam da pista mesmo na volta de saída do grid. Antonio Giovinazzi e George Russell chegaram até a bater, mas conseguiram voltar aos boxes para fazer os reparos no carro antes da largada.
Mesmo com a pista extremamente molhada, lisa e sem aderência, a direção de prova optou pela largada normal, sem acionar o safety-car. O surpreendente pole-position Lance Stroll largou muito bem e manteve a liderança, e Sergio Pérez deixou Max Verstappen para trás e subiu para segundo. Lewis Hamilton, de olho no hepta, tracionou muito bem e também superou o holandês, avançando para terceiro. Por outro lado, Verstappen, que partiu do lado sujo, patinou muito na largada e despencou no grid. Em contrapartida, Esteban Ocon foi tocado por Daniel Ricciardo e rodou. Valtteri Bottas, que estava logo atrás, também escapou. Ocon e Bottas caíram para as últimas colocações.
Mas, na sequência da volta, quem se destacou foi Sebastian Vettel, que largou em 11º e ganhou muitas posições, inclusive conseguindo superar as Red Bull de Verstappen e Alexander Albon. O tetracampeão aproveitou um pequeno erro de Hamilton para subir para a terceira posição. Verstappen subia para quarto, com Verstappen em quinto e Lewis em sexto. Lá na frente, de forma surpreendente, Stroll abria vantagem na frente e após cinco voltas já tinha 6s3 de frente para Pérez. Vettel aparecia em terceiro, 14s9 atrás do líder da corrida.
A pista começava a secar e fez com que as equipes chamassem os pilotos para a troca dos pneus de chuva extrema pelos intermediários. Enquanto isso, a Racing Point mantinha a dobradinha, enquanto Vettel, em terceiro, andava à frente de Verstappen e indiretamente ajudava sua futura equipe a escapar na frente. Tal situação perdurou até a volta 9, quando a Ferrari chamou Seb para fazer seu pit-stop. Na mesma volta, Hamilton também fez a parada para colocar os intermediários.
Na volta 10, a Racing Point chamou Stroll para seu pit-stop, mas manteve Pérez por mais um giro. O mexicano assumiu a liderança, com Verstappen em segundo, 4s4 atrás, e Albon em terceiro. Lance voltou dos boxes na quarta colocação, à frente de Daniel Ricciardo e Carlos Sainz, enquanto Vettel estava em sétimo, seguido por Hamilton.
Pérez fez seu pit-stop na volta 12, no momento em que a Racing Point perdeu tempo no procedimento de troca de pneus, enquanto a Red Bull calçou os intermediários para Verstappen no giro seguinte. Albon permaneceu na pista e era o único com pneus de chuva extrema, com Stroll em segundo e Pérez em terceiro, ainda à frente de Max. Vettel e Hamilton vinham na sequência.
Depois que Albon fez seu pit-stop na volta 13, Stroll reassumiu a liderança com 10s8 de vantagem para Pérez, enquanto Verstappen vinha mais perto de ‘Checo’, 1s atrás, em terceiro. O anglo-tailandês voltou à pista em sexto, atrás de Vettel e Hamilton. Nesta mesma volta, Giovinazzi encostou o carro da Alfa Romeo na área gramada e abandonou a prova.
A direção de prova acionou o carro de segurança virtual por segurança enquanto os fiscais de pista removiam o carro do italiano da pista.
Com a pista novamente liberada, Hamilton e Vettel travavam uma grande batalha de dez títulos mundiais. Valente, o tetracampeão segurou a Mercedes de Lewis, que acabou por cometer um erro com a pista molhada e viu a passagem da Red Bull de Albon, caindo assim para sexto. Em seguida, o anglo-tailandês não tomou conhecimento da Ferrari do alemão e fez uma ótima manobra para avançar à quinta posição.
Outro grande duelo era entre Pérez e Verstappen pelo segundo lugar. O holandês andou por várias voltas perto da Racing Point do mexicano. Na volta 18, Max tentou a ultrapassagem, passou com os pneus na parte mais lisa da área de escape asfaltada e rodou. O piloto não bateu por sorte, conseguiu controlar o carro e voltou para os boxes para uma nova troca para pneus intermediários. Enquanto isso, Bottas rodava novamente e estava só em P15.
Albon, comendo pelas beiradas, começava a chegar. Em terceiro, o dono do carro #23 estava 2s2 atrás de Pérez após 21 voltas, enquanto Stroll aparecia soberano em primeiro com 5s6 de vantagem para o mexicano. Verstappen, por sua vez, era investigado pelos comissários por ter cruzado a linha de entrada do pit-lane. Mas o resultado da investigação foi adiado para depois da corrida.
A cena se repetiu com Pérez sendo perseguido por uma Red Bull, mas a de Albon, que lutava não somente pelo segundo lugar, mas também para manter a atuação convincente e continuar na equipe (e na Fórmula 1) no ano que vem. Nicholas Latifi, ao contrário, andava muito mal e tinha duas voltas de desvantagem para o líder após 26 giros. Já George Russell estava em P12 depois de ter sido ultrapassado pela McLaren de Lando Norris. O piloto do carro #4 em seguida passou também a Haas de Kevin Magnussen e subir para décimo.
Com 30 voltas, a direção de prova autorizou a abertura da zona de acionamento da asa móvel, proporcionando uma nova dinâmica para a corrida. Ao mesmo tempo, Albon teve uma brusca perda de rendimento por conta do desgaste dos pneus intermediários, perdeu contato com Pérez e passou a ficar mais perto de Vettel e Hamilton. Mas, por conta da pista ainda bastante úmida, não havia condições de usar os pneus slicks. Tanto que a Ferrari, por exemplo, chamou Leclerc e Vettel para uma nova troca para os intermediários.
A boa corrida de Albon deu lugar a um duro revés depois de o piloto rodar sozinho quando estava pouco à frente de Hamilton. Lewis se aproveitou do erro do jovem da Red Bull e subiu para terceiro, só atrás de Stroll e Pérez, que se sustentavam em primeiro e segundo. Mas, naquela situação, com uma dinâmica diferente, já que o mexicano tinha ritmo melhor que o companheiro de equipe, que sofria com o desgaste dos pneus. Ao mesmo tempo, Magnussen abandonava a disputa depois de uma roda mal apertada após o pit-stop da Haas.
Pérez assumiu a ponta depois que Stroll foi chamado para fazer mais um pit-stop. O canadense voltou em quarto, atrás também de Hamilton e Verstappen, enquanto Lewis pressionava ‘Checo’ na disputa pela liderança.
A disputa, na verdade, nem durou tanto assim. Hamilton sequer tomou conhecimento de Pérez e colocou de lado o carro para fazer a ultrapassagem na volta 38, restando 20 para o fim da corrida. A caminho do hepta, Lewis passou e abriu vantagem
Depois que voltou do pit-stop, Stroll não conseguiu mais se encontrar na corrida. O piloto da Racing Point foi superado por um aguerrido Vettel, em ótima performance com os pneus intermediários novos, e Leclerc aproveitou o embalo para também passar Lance e subir para quinto. Em seguida, Leclerc acionou o DRS para deixar para trás o companheiro de equipe. Lá na frente, Hamilton enfiava 9s em Pérez, que se segurava em segundo.
Enquanto Stroll continuava a despencar na corrida depois de ser passado por Albon e Carlos Sainz cair para oitavo lugar, Bottas rodava novamente em outra amostra de uma corrida pavorosa neste domingo. O finlandês era somente P13. Pior ainda era Latifi, três voltas atrás do líder. O canadense recolheu aos boxes da Williams abandonou a corrida pouco depois.
Depois de ter sido ultrapassado por Leclerc, Verstappen fez uma terceira parada para troca de pneus quando restavam 14 voltas para o fim da corrida. Com bravura, Pérez resistia na segunda colocação mesmo com pneus bastante desgastados. A esperança do mexicano era pela volta da chuva na fase final da corrida. Mesmo assim, ‘Checo’ fazia grande corrida, assim como Leclerc, Vettel e Sainz, que deixava as Red Bull de Albon e Verstappen para trás para assumir a quinta posição. E Hamilton colocava o companheiro de equipe no ‘bolso’ depois de enfiar uma volta de vantagem sobre Bottas.
Hamilton continuava na frente com uma corrida irretocável e controlando com maestria o desgaste dos pneus intermediários. Pérez continuava em segundo e tentava evitar a aproximação de Leclerc, na terceira posição. Mais atrás, os futuros companheiros de equipe Lando Norris e Daniel Ricciardo se enroscavam, com o atual piloto da Renault rodando e voltando em décimo.
Stroll seguia se arrastando e perdeu mais uma posição, a oitava, para a McLaren de Norris.
No desfecho da corrida, Pérez chegou a ser ultrapassado por Leclerc, mas o monegasco tomou o famoso ‘X’, foi superado novamente por ‘Checo’ e perdeu o pódio para Vettel, que, na esteira de um ano muito difícil, conquistou seu primeiro troféu na temporada 2020.
E Lewis Hamilton, depois de 58 voltas, confirmou uma grandiosa vitória neste domingo e garantiu, por três corridas de antecipação, a conquista do sétimo título mundial na Fórmula 1. O maior vencedor agora é o maior campeão de todos, ao lado de Michael Schumacher. Um dia para a história do esporte.

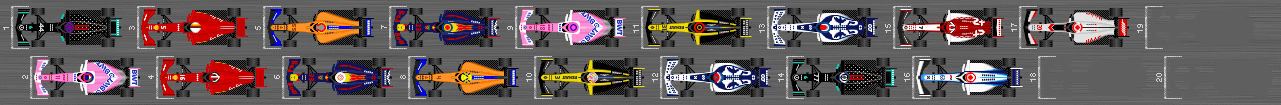
Resultado da Corrida

## Pneus
| Nome do composto | Cor | Banda de rolamento | Condições de Tempo | Dry Type                           | Aderência       | Longevidade   |
| ---------------- | --- | ------------------ | ------------------ | ---------------------------------- | --------------- | ------------- |
| Macio (C3)       |     | Slick (P Zero)     | Seco               | Soft                               | Mais aderência  | Menos durável |
| Médio (C2)       |     | Slick (P Zero)     | Seco               | Medium                             | Médio           | Médio         |
| Duro (C1)        |     | Slick (P Zero)     | Seco               | Hard                               | Menos aderência | Mais durável  |
| Intermediário    |     | Sulcos (Cinturato) | Molhado            | Intermediate (água não estagnante) | —               | —             |
| Chuva            |     | Sulcos (Cinturato) | Molhado            | Wet (água estagnante)              | —               | —             |

| Escolhas de Pneus de cada piloto para o GP da Turquia: | Escolhas de Pneus de cada piloto para o GP da Turquia: | Escolhas de Pneus de cada piloto para o GP da Turquia: | Escolhas de Pneus de cada piloto para o GP da Turquia: | Escolhas de Pneus de cada piloto para o GP da Turquia: | Escolhas de Pneus de cada piloto para o GP da Turquia: |
| ------------------------------------------------------ | ------------------------------------------------------ | ------------------------------------------------------ | ------------------------------------------------------ | ------------------------------------------------------ | ------------------------------------------------------ |
| Nº                                                     | Pilotos                                                | Equipe(s)                                              | Duro                                                   | Médio                                                  | Macio                                                  |
| 44                                                     | Lewis Hamilton                                         | Mercedes                                               |                                                        |                                                        |                                                        |
| 77                                                     | Valtteri Bottas                                        | Mercedes                                               |                                                        |                                                        |                                                        |
| 5                                                      | Sebastian Vettel                                       | Ferrari                                                |                                                        |                                                        |                                                        |
| 16                                                     | Charles Leclerc                                        | Ferrari                                                |                                                        |                                                        |                                                        |
| 23                                                     | Alexander Albon                                        | Red Bull-Honda                                         |                                                        |                                                        |                                                        |
| 33                                                     | Max Verstappen                                         | Red Bull-Honda                                         |                                                        |                                                        |                                                        |
| 3                                                      | Daniel Ricciardo                                       | Renault                                                |                                                        |                                                        |                                                        |
| 31                                                     | Esteban Ocon                                           | Renault                                                |                                                        |                                                        |                                                        |
| 8                                                      | Romain Grosjean                                        | Haas-Ferrari                                           |                                                        |                                                        |                                                        |
| 20                                                     | Kevin Magnussen                                        | Haas-Ferrari                                           |                                                        |                                                        |                                                        |
| 55                                                     | Carlos Sainz Jr.                                       | McLaren-Renault                                        |                                                        |                                                        |                                                        |
| 4                                                      | Lando Norris                                           | McLaren-Renault                                        |                                                        |                                                        |                                                        |
| 11                                                     | Sergio Pérez                                           | Racing Point-BWT Mercedes                              |                                                        |                                                        |                                                        |
| 18                                                     | Lance Stroll                                           | Racing Point-BWT Mercedes                              |                                                        |                                                        |                                                        |
| 7                                                      | Kimi Raikkonen                                         | Alfa Romeo Racing-Ferrari                              |                                                        |                                                        |                                                        |
| 99                                                     | Antonio Giovinazzi                                     | Alfa Romeo Racing-Ferrari                              |                                                        |                                                        |                                                        |
| 10                                                     | Pierre Gasly                                           | AlphaTauri-Honda                                       |                                                        |                                                        |                                                        |
| 26                                                     | Daniil Kvyat                                           | AlphaTauri-Honda                                       |                                                        |                                                        |                                                        |
| 6                                                      | Nicholas Latifi                                        | Williams-Mercedes                                      |                                                        |                                                        |                                                        |
| 63                                                     | George Russell                                         | Williams-Mercedes                                      |                                                        |                                                        |                                                        |

## Resultados

### Treino classificatório
| 1                         | 18 | Lance Stroll       | Racing Point-BWT Mercedes | 2:07.467 | 1:53.372 | 1:47.765 | 1   |
| 2                         | 33 | Max Verstappen     | Red Bull Racing-Honda     | 1:57.485 | 1:50.293 | 1:48.055 | 2   |
| 3                         | 11 | Sergio Pérez       | Racing Point-BWT Mercedes | 2:07.614 | 1:54.097 | 1:49.321 | 3   |
| 4                         | 23 | Alexander Albon    | Red Bull Racing-Honda     | 1:59.431 | 1:52.282 | 1:50.448 | 4   |
| 5                         | 3  | Daniel Ricciardo   | Renault                   | 2:05.598 | 1:54.278 | 1:51.595 | 5   |
| 6                         | 44 | Lewis Hamilton     | Mercedes                  | 2:07.599 | 1:52.709 | 1:52.560 | 6   |
| 7                         | 31 | Esteban Ocon       | Renault                   | 2:06.115 | 1:53.657 | 1:52.622 | 7   |
| 8                         | 7  | Kimi Räikkönen     | Alfa Romeo Racing-Ferrari | 2:01.249 | 1:53.793 | 1:52.745 | 8   |
| 9                         | 77 | Valtteri Bottas    | Mercedes                  | 2:07.001 | 1:53.767 | 1:53.258 | 9   |
| 10                        | 99 | Antonio Giovinazzi | Alfa Romeo Racing-Ferrari | 2:07.341 | 1:53.431 | 1:57.226 | 10  |
| 11                        | 4  | Lando Norris       | McLaren-Renault           | 2:07.167 | 1:54.945 | N/A      | 151 |
| 12                        | 5  | Sebastian Vettel   | Ferrari                   | 2:03.356 | 1:55.169 | N/A      | 11  |
| 13                        | 55 | Carlos Sainz Jr.   | McLaren-Renault           | 2:07.489 | 1:55.410 | N/A      | 162 |
| 14                        | 16 | Charles Leclerc    | Ferrari                   | 2:04.464 | 1:56.696 | N/A      | 12  |
| 15                        | 10 | Pierre Gasly       | AlphaTauri-Honda          | 2:05.579 | 1:58.556 | N/A      | 13  |
| 16                        | 20 | Kevin Magnussen    | Haas-Ferrari              | 2:08.007 | N/A      | N/A      | 14  |
| 17                        | 26 | Daniil Kvyat       | AlphaTauri-Honda          | 2:09.070 | N/A      | N/A      | 17  |
| 18                        | 63 | George Russell     | Williams-Mercedes         | 2:10.017 | N/A      | N/A      | 203 |
| 19                        | 8  | Romain Grosjean    | Haas-Ferrari              | 2:12.909 | N/A      | N/A      | 18  |
| 20                        | 6  | Nicholas Latifi    | Williams-Mercedes         | 2:21.611 | N/A      | N/A      | 19  |
| Tempo dos 107%: 2:05.7084 |    |                    |                           |          |          |          |     |
| Fonte:                    |    |                    |                           |          |          |          |     |

Notas
- ↑1  – Lando Norris recebeu uma penalidade de cinco lugares no grid por não respeitar as bandeiras amarelas durante a qualificação.[7]
- ↑2  – Carlos Sainz Jr.recebeu uma penalidade de grade de três lugares por impedir Sergio Pérez durante a qualificação.[8]
- ↑3  – George Russell foi obrigado a partir do fundo da rede por exceder sua cota de elementos de unidade de energia.[9] Ele também recebeu uma penalidade de cinco posições no grid por não respeitar as bandeiras amarelas durante a qualificação.[10]
- ↑4  – Como a qualificação foi realizada em pista molhada, aregrados 107%não estava em vigor.[11]

### Corrida
| Pos.                                                                     | Nu. | Piloto             | Construtor                | Voltas | Tempo/Retirado  | Grid | Pontos |
| ------------------------------------------------------------------------ | --- | ------------------ | ------------------------- | ------ | --------------- | ---- | ------ |
| 1                                                                        | 44  | Lewis Hamilton     | Mercedes                  | 58     | 1:42:19.313     | 6    | 25     |
| 2                                                                        | 11  | Sergio Pérez       | Racing Point-BWT Mercedes | 58     | +31.633         | 3    | 18     |
| 3                                                                        | 5   | Sebastian Vettel   | Ferrari                   | 58     | +31.960         | 11   | 15     |
| 4                                                                        | 16  | Charles Leclerc    | Ferrari                   | 58     | +33.858         | 12   | 12     |
| 5                                                                        | 55  | Carlos Sainz Jr.   | McLaren-Renault           | 58     | +34.363         | 15   | 10     |
| 6                                                                        | 33  | Max Verstappen     | Red Bull Racing-Honda     | 58     | +44.873         | 2    | 8      |
| 7                                                                        | 23  | Alexander Albon    | Red Bull Racing-Honda     | 58     | +46.484         | 4    | 6      |
| 8                                                                        | 4   | Lando Norris       | McLaren-Renault           | 58     | +1:01.259       | 14   | 5+11   |
| 9                                                                        | 18  | Lance Stroll       | Racing Point-BWT Mercedes | 58     | +1:12.353       | 1    | 2      |
| 10                                                                       | 3   | Daniel Ricciardo   | Renault                   | 58     | +1:35.460       | 5    | 1      |
| 11                                                                       | 31  | Esteban Ocon       | Renault                   | 57     | +1 volta        | 7    |        |
| 12                                                                       | 26  | Daniil Kvyat       | AlphaTauri-Honda          | 57     | +1 volta        | 16   |        |
| 13                                                                       | 10  | Pierre Gasly       | AlphaTauri-Honda          | 57     | +1 volta        | 19   |        |
| 14                                                                       | 77  | Valtteri Bottas    | Mercedes                  | 57     | +1 volta        | 9    |        |
| 15                                                                       | 7   | Kimi Räikkönen     | Alfa Romeo-Ferrari        | 57     | +1 volta        | 8    |        |
| 16                                                                       | 63  | George Russell     | Williams-Mercedes         | 57     | +1 volta        | PL   |        |
| 172                                                                      | 20  | Kevin Magnussen    | Haas-Ferrari              | 55     | Retirou-se      | 13   |        |
| Ret                                                                      | 8   | Romain Grosjean    | Haas-Ferrari              | 49     | Colisão         | 17   |        |
| Ret                                                                      | 6   | Nicholas Latifi    | Williams-Mercedes         | 39     | Colisão         | PL   |        |
| Ret                                                                      | 99  | Antonio Giovinazzi | Alfa Romeo-Ferrari        | 11     | Caixa de câmbio | 10   |        |
| Volta mais Rapída: Lando Norris (McLaren-Renault) – 1:36.806 (58º volta) |     |                    |                           |        |                 |      |        |
| Fonte:                                                                   |     |                    |                           |        |                 |      |        |

Notas
- ↑1  – Inclui um ponto para a volta mais rápida.
- ↑2  – Kevin Magnussen foi classificado por ter completado mais de 90% da distância da corrida.

## Curiosidades
- Lewis Hamilton é Heptacampeão da Fórmula 1 e iguala os 7 títulos do alemão, Michael Schumacher.
- Primeira pole position de Lance Stroll na Fórmula 1 e da Racing Point.
- Primeira pole position de um piloto canadense desde Jacques Villeneuve no Grande Prêmio da Europa de 1997.
- 300º Grande Prêmio da Red Bull Racing na Fórmula 1.
- Único pódio de Sebastian Vettel na temporada de 2020 e o primeiro dele desde o Grande Prêmio do México de 2019, mas, foi o último pódio dele pela Ferrari.

## Voltas na liderança
| Nº de Voltas | Piloto          | Voltas          |
| ------------ | --------------- | --------------- |
| 32           | Lance Stroll    | (1-9) e (13-35) |
| 22           | Lewis Hamilton  | (37-58)         |
| 2            | Sergio Pérez    | (10) e (36)     |
| 1            | Max Verstappen  | (11)            |
| 1            | Alexander Albon | (12)            |

## 2020DHLFastest Pit Stop Award

### Resultado
| 1      | 33 | Max Verstappen   | Red Bull-Honda            | 2.03 | 25 |
| 2      | 23 | Alexander Albon  | Red Bull-Honda            | 2.08 | 18 |
| 3      | 26 | Daniil Kvyat     | AlphaTauri-Honda          | 2.33 | 15 |
| 4      | 4  | Lando Norris     | McLaren-Renault           | 2.41 | 12 |
| 5      | 63 | George Russell   | Williams-Mercedes         | 2.42 | 10 |
| 6      | 31 | Esteban Ocon     | Renault                   | 2.53 | 8  |
| 7      | 3  | Daniel Ricciardo | Renault                   | 2.60 | 6  |
| 8      | 7  | Kimi Räikkönen   | Alfa Romeo Racing-Ferrari | 2.62 | 4  |
| 9      | 77 | Valtteri Bottas  | Mercedes                  | 2.68 | 2  |
| 10     | 5  | Sebastian Vettel | Ferrari                   | 2.86 | 1  |
| Fonte: |    |                  |                           |      |    |

### Classificação
| Tabela do DHL Fastest Pit Stop Award \| Pos \| Construtor \| Pontos \| \| --- \| ------------------------- \| ------ \| \| 1 \| Red Bull-Honda \| 459 \| \| 2 \| Williams-Mercedes \| 204 \| \| 3 \| Mercedes \| 200 \| \| 4 \| Alfa Romeo Racing-Ferrari \| 136 \| \| 5 \| Renault \| 92 \| \| 6 \| McLaren-Renault \| 87 \| \| 7 \| AlphaTauri-Honda \| 80 \| \| 8 \| Ferrari \| 79 \| \| 9 \| Racing Point-BWT Mercedes \| 58 \| \| 10 \| Haas-Ferrari \| 3 \| |                           |        |
| Pos | Construtor                | Pontos |
| 1 | Red Bull-Honda            | 459    |
| 2 | Williams-Mercedes         | 204    |
| 3 | Mercedes                  | 200    |
| 4 | Alfa Romeo Racing-Ferrari | 136    |
| 5 | Renault                   | 92     |
| 6 | McLaren-Renault           | 87     |
| 7 | AlphaTauri-Honda          | 80     |
| 8 | Ferrari                   | 79     |
| 9 | Racing Point-BWT Mercedes | 58     |
| 10 | Haas-Ferrari              | 3      |

## Tabela do campeonato após a corrida
Somente as cinco primeiras posições estão incluídas nas tabelas.
| Pos | Piloto          | Pontos | Var |
| --- | --------------- | ------ | --- |
| 1   | Lewis Hamilton  | 307    | 0   |
| 2   | Valtteri Bottas | 197    | 0   |
| 3   | Max Verstappen  | 170    | 0   |
| 4   | Sergio Pérez    | 100    | 2   |
| 5   | Charles Leclerc | 97     | 0   |

| Pos | Construtor                | PontoS | Var |
| --- | ------------------------- | ------ | --- |
| 1   | Mercedes                  | 504    | 0   |
| 2   | Red Bull Racing-Honda     | 240    | 0   |
| 3   | Racing Point-BWT Mercedes | 154    | 2   |
| 4   | McLaren-Renault           | 149    | 0   |
| 5   | Renault                   | 136    | 2   |